# (38242) 1999 PB2
1999 PB2 (asteroide 38242) é um asteroide da cintura principal. Possui uma excentricidade de 0.02466650 e uma inclinação de 2.32369º.
Este asteroide foi descoberto no dia 10 de agosto de 1999 por John Broughton em Reedy Creek.